# El precio de una traición
El precio de una traición, es el vigesimoctavo libro del uruguayo Diego Fischer. Fue publicado por Editorial Planeta en diciembre de 2023.
El escritor y periodista Diego Fischer presentó su libro “El precio de una traición”, en una actividad organizada por el Centro Josefa Oribe. También fue presentado y publicado en la Embajada de Uruguay en Argentina con el periodista Pablo Sirvén y el expresidente Luis Alberto Lacalle Herrera.
El libro fue galardonado en el Auditorio del Museo Nacional de Artes Visuales (MNAV) con el Premio Libro de Oro 2024 por la Cámara Uruguaya del Libro (CUL); se convirtiéndose en superventas en Uruguay.